# Hibernia Bank Building (Nueva Orleans)
El Hibernia Bank Building (también conocido como Capital One Bank Building) es un rascacielos de Nueva Orleans, al sureste de Estados Unidos. Se encuentra en el número 812 de la Gravier Street, en la esquina de Carondelet Street, en el Distrito Central de Negocios. Con 23 pisos y 108 metros, fue durante los años 1920 el edificio más del estado de Luisiana y hasta 1967 el más alto de la ciudad.

## Características
Fue diseñado por el arquitecto Alfred Bossom y la firma Favrot & Livaudais. Se caracteriza por su estilo neorrenascentista, sus columnas corintias y su cúpula que se ilumina para conmemorar diferentes eventos. En sus inicios sirvió como faro para la navegación fluvial por el Misisipi.
Fue la sede del Banco Nacional de Hibernia. Fue el edificio más alto de Luisiana desde que se completó en 1921 hasta 1932, cuando fue superado por el Capitolio. Fue el más alto de Nueva Orleans hasta 1967, cuando fue superado por el World Trade Center New Orleans.
En 2006, Hibernia Bank comenzó a desalojar el edificio y trasladar sus oficinas al Place St. Charles. Solo el banco minorista en el vestíbulo permaneció en servicio. 313 Carondelet, una empresa conjunta de Historic Restoration Inc. y Woodward Interest LLC está convirtiendo el edificio en 176 apartamentos de ingresos mixtos y dos pisos de oficinas.
La torre blanca en la cima del edificio sigue siendo una parte familiar del horizonte, y durante las vacaciones se ilumina con luces de colores rojo y verde para Navidad, y púrpura, verde y dorado para el Mardi Gras. 